# Amaury Lorenzo
Amaury Thiago Oliveira Lourenço, mais conhecido como Amaury Lorenzo (Congonhas, 15 de dezembro de 1984) é um ator, bailarino, coreógrafo e roteirista brasileiro. Se tornou nacionalmente conhecido em 2023, ao interpretar o personagem Ramiro na telenovela Terra e Paixão, da TV Globo.

## Carreira
Começou a se interessar por arte aos 8 anos de idade, quando entrou para uma escola de dança em sua cidade natal. Se mudou para o Rio de Janeiro aos 15 anos e se formou na Royal Academy Dance Brasil, logo se formou em Artes Cênicas pela UNIRIO.
Participou de produções da Record como Milagres de Jesus (2014), O Rico e Lázaro (2017), Apocalipse (2017) e A Terra Prometida (2019). Na TV Globo participou nas novelas Pega Pega (2017), A Força do Querer (2017), O Outro Lado do Paraíso (2017), e ganhou reconhecimento nacional em 2023 ao participar de Terra e Paixão. Nessa trama, ele viveu Ramiro, que inicialmente, era um violento capataz que fazia serviços sujos para o grande vilão da novela, o latifundiário Antônio La Selva (Tony Ramos), mas após se envolver com o garçom Kelvin (Diego Martins), caiu nas graças do público, o que obrigou o personagem a assumir sua sexualidade e se regenerar, antes de ter seu final feliz.
Com o sucesso na trama das nove, Lorenzo ganhou diversos prêmios, incluindo o de Revelação do Ano no Melhores do Ano do Domingão com Huck, no qual ele desbancou seu companheiro de cena Diego Martins e também Clara Moneke, a Kate de Vai na Fé.
Lorenzo começou 2024 participando da 21ª edição da Dança dos Famosos, tendo como par a bailarina Camila Lobo. Ele começou no Grupo C, que também contou com Enrique Díaz, Klara Castanho e Talitha Morete, e avançou até a final, empatando com Tati Machado em todos os critérios. Mas a apresentadora levou a melhor graças ao voto da plateia, e Lorenzo ficou com o vice-campeonato. No mesmo ano, interpretou Chico, um dos personagens centrais de Volta por Cima. Seu personagem tinha relacionamento com a protagonista Madá (Jéssica Ellen) e também um caso com Rochelle (Isadora Cruz), mas se viu ameaçado com a aproximação de Madá e Jão (Fabrício Boliveira).

## Vida pessoal
Filho de um caminhoneiro e de uma dona de casa, gosta de praticar esportes como vôlei e futevôlei. Ele teve uma infância humilde, revelando em entrevista ao Conversa com Bial já ter passado fome, além de ter sofrido ataques de seus vizinhos por dançar balé. Em outubro de 2023 declarou que se considera "um homem LGBTQIA+". Rumores sobre um relacionamento com o diretor Sérgio Lobato foram expostos ao público, mas o ator não os confirmou, enfatizando estar focado em seu trabalho.

## Filmografia

### Televisão
| Ano  | Título                  | Personagem                  | Notas                                           |
| ---- | ----------------------- | --------------------------- | ----------------------------------------------- |
| 2015 | Segredos Médicos        | Ricardo Costa               | Episódio: "Couro Cabeludo; Cerol; A Todo Vapor" |
| 2019 | Verão 90                | Kleber Fontes               | Episódios: "13 de abril–15 de maio"             |
| 2019 | A Dona do Pedaço        | Capanga                     | Episódios: "19–20 de setembro"                  |
| 2019 | Bom Sucesso             | Jackson                     |                                                 |
| 2019 | Amor sem Igual          | Segurança                   | Participação Especial                           |
| 2021 | Nos Tempos do Imperador | Faustino                    | Episódios: "15–17 de dezembro"                  |
| 2022 | Além da Ilusão          | Aristides                   | Episódios: "7–12 de fevereiro"                  |
| 2023 | Terra e Paixão          | Ramiro Neves Santana        |                                                 |
| 2024 | Dança dos Famosos       | Participante (Vice-campeão) | Temporada 21                                    |
| 2024 | Volta por Cima          | Francisco Moreira (Chico)   |                                                 |
| 2025 | Batalha do Lip Sync     | Participante (2º lugar)     |                                                 |
| 2025 | Tributo                 | Ele mesmo                   | Episódio: "Walcyr Carrasco"                     |
| 2025 | Três Graças             | Gilmar                      |                                                 |

### Cinema
| Ano  | Título         | Personagem | Notas  |
| ---- | -------------- | ---------- | ------ |
| 2025 | Vítimas do Dia | Elder      | [ 16 ] |
| TBA  | Iluminação     | Youssou    |        |

## Teatro
| Ano  | Título           | Personagem        | Direção       |
| ---- | ---------------- | ----------------- | ------------- |
| 2023 | A Luta           | Euclides da Cunha | Rose Abdallah |
| 2025 | Por Que Não Nós? | Celeste           | Débora Lamm   |

## Prêmios e indicações
| Ano  | Premiação                      | Categoria                               | Trabalho       | Resultado |
| ---- | ------------------------------ | --------------------------------------- | -------------- | --------- |
| 2023 | Prêmio Cesgranrio de Teatro    | Melhor Ator                             | A Luta         | Indicado  |
| 2023 | Prêmio Cenym de Teatro         | Melhor Ator                             | A Luta         | Indicado  |
| 2023 | Prêmio Fita de Teatro          | Melhor Ator                             | A Luta         | Indicado  |
| 2023 | BreakTudo Awards               | Shipp de Ficção (com Diego Martins)     | Terra e Paixão | Indicado  |
| 2023 | Prêmio ArteBlitz de Novela     | Melhor Ator Revelação (voto do júri)    | Terra e Paixão | Venceu    |
| 2023 | Prêmio ArteBlitz de Novela     | Melhor Casal (com Diego Martins)        | Terra e Paixão | Venceu    |
| 2023 | Splash Awards                  | Melhor Revelação em Novela              | Terra e Paixão | Indicado  |
| 2023 | Melhores do Ano                | Revelação do Ano                        | Terra e Paixão | Venceu    |
| 2023 | Prêmio Área VIP                | Revelação da Mídia                      | Terra e Paixão | Venceu    |
| 2023 | Melhores do Ano - Duh Secco    | Ator Revelação                          | Terra e Paixão | Indicado  |
| 2023 | Prêmio APCA de Televisão       | Revelação                               | Terra e Paixão | Indicado  |
| 2023 | Prêmio Faz Diferença O Globo   | TV (com Diego Martins)                  | Terra e Paixão | Indicado  |
| 2024 | SEC Awards                     | Melhor Ator em Novela                   | Terra e Paixão | Indicado  |
| 2024 | SEC Awards                     | Casal/Ship Favorito (com Diego Martins) | Terra e Paixão | Indicado  |
| 2024 | Prêmio iBest                   | Protagonista Influenciador              | Terra e Paixão | Indicado  |
| 2024 | Prêmio Jovem Brasileiro        | Melhor Ator                             | Terra e Paixão | Indicado  |
| 2024 | Prêmio Ubuntu Potências Negras | Potências (Revelação)                   | Volta por Cima | Venceu    |